# Sani Abacha
Sani Abacha (Kano, Nigéria colonial, 20 de setembro de 1943 – Abuja, 8 de junho de 1998) foi um militar e político nigeriano que serviu como o 10.º presidente da Nigéria entre 1993 e 1998.

## Primeiros anos
Fez os seus estudos primários e secundários antes de entrar para a Academia Militar de Kaduna, na Nigéria, em 1962 e dai passou em 1965 para uma instituição de ensino superior onde concluiu a formação militar básica do seu país. Viajou para o Reino Unido em 1971 para estudar na Academia de Infantaria de Westminster, ao regressar ao seu país fez estudos no estado maior na cidade de Jaji, tendo em seguida ingressado no Instituto Nacional de Estudos Políticos e Estratégicos da Nigéria.

## Atuação política

### Participação em golpes de Estado
No final de 1983, já graduado como tenente, participou ativamente do golpe de estado que depôs o presidente democraticamente reeleito Shehu Shagari, substituindo-o por Muhammadu Buhari. Em 1985, Buhari foi retirado do poder por outro golpe de Estado, desta vez liderado por Ibrahim Babangida. Abacha também esteve envolvido e foi novamente considerado como uma das figuras-chave de sua realização.
Ainda em 1985, já sob o governo de Ibrahim Babangida, entrou para o Conselho de Governo das Forças Armadas da Nigéria, onde assumiu a chefia do Exército. Sob o regime militar, a Nigéria viu a eleição presidencial de 1993, que tinha dado a vitória ao empresário e milionário muçulmano Moshood Abiola, candidato do Partido Social-Democrata (SPD), ser anulada devido ao não reconhecimento do resultado eleitoral pelo governo de Babangida.
O impedimento à posse de Moshood Abiola desencadeou protestos violentos por todo o país que forçaram Babangida a renunciar à presidência, nomeando o civil Ernest Shonekan como presidente interino de um governo de unidade nacional que estimulasse o eleitorado nigeriano a demandar por uma nova eleição presidencial para o ano seguinte. Abacha foi nomeado ministro da Defesa deste governo interino.

### Ascensão ao poder e morte
Devido aos grandes problemas políticos e sociais ocorridos no país, o governo interino de Shonekan apresentou renúncia coletiva em 17 de novembro. Nesse mesmo dia, o agora tenente-general Sani Abacha, autoproclamou-se como o novo presidente da Nigéria e novo comandante em chefe das Forças Armadas do país, mantendo-se ainda à frente do Ministério da Defesa.
Durante seu governo, dissolveu o parlamento e a Comissão Eleitoral Nacional (NEC), extinguiu os partidos políticos existentes, proibiu greves e manifestações, nomeou governadores militares em todos os 30 estados nigerianos até então governados por civis e instituiu um rígido regime ditatorial até sua morte precoce em 8 de junho de 1998, aos 54 anos, vítima de infarto do miocárdio. Em 2017 a sociedade nigeriana solicitou ao presidente dos Estados Unidos, Donald Trump, a libertação do dinheiro desviado pelo regime que estava em bancos estrangeiros.